# Sällskapet Stallbröderna

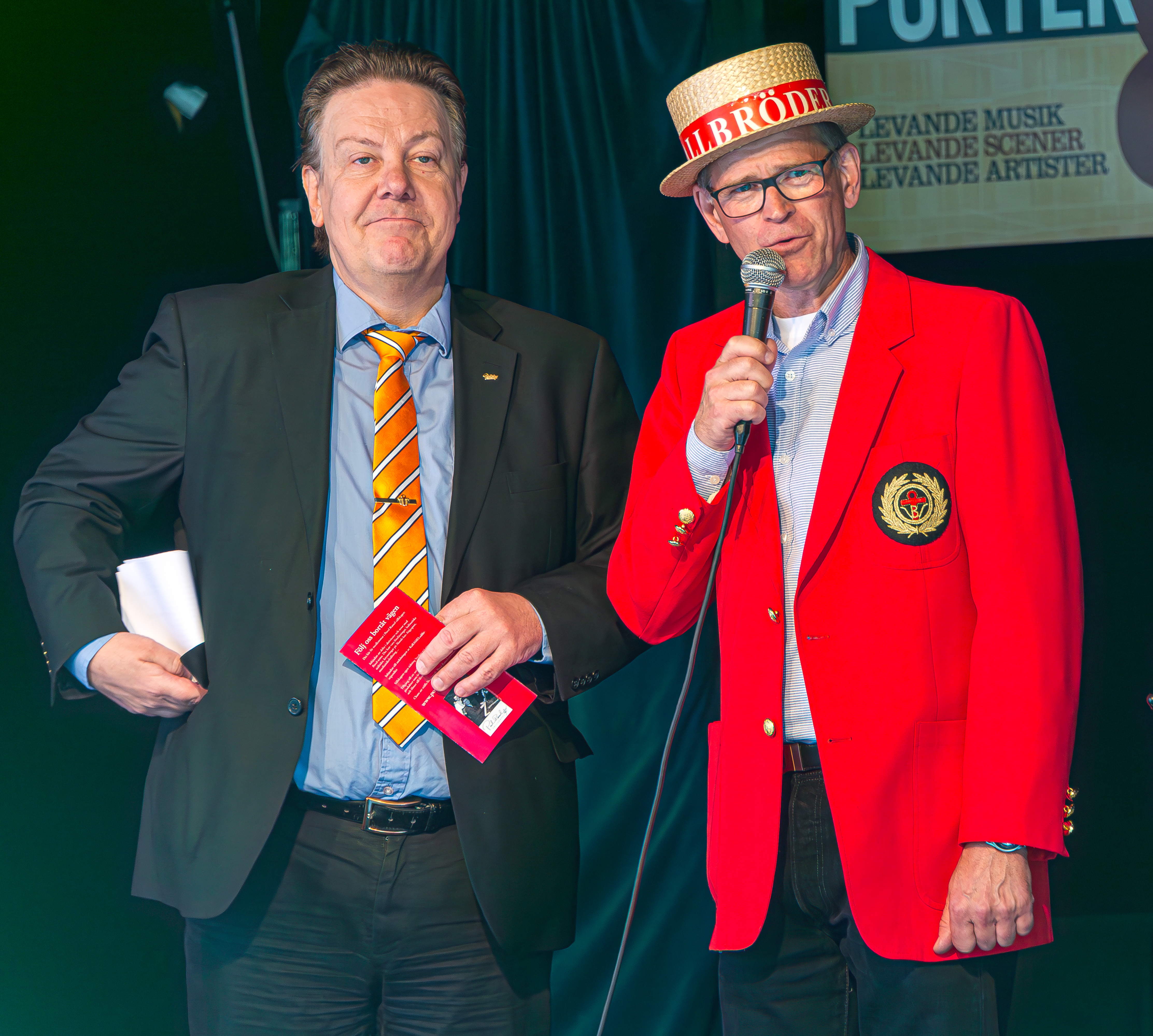
Stallbröderna Anders Eldeman och Anders Lundquist under utdelningen av KaRAMELodiktstipendiet 2017. Båda är aktiva inom både Stallbröderna och Povel Ramel-sällskapet. Anders Eldeman är även Povel Ramel-sällskapets ordförande.

Sällskapet Stallbröderna är ett svenskt ordenssällskap för skådespelare och nöjesprofiler. 
Det grundades 1939 av skådespelarna Åke Grönberg, Arthur Fischer och Werner Ohlson som en parodi på ordenssällskap. Från början kallades det "Brunstorden Siva". Namnet Stallbröderna tillkom först 1941, efter att sällskapet haft möte på Stallmästaregården. 1942 valdes Gösta Bernhard från Casinorevyn in i sällskapet, han kom att bli en av Sällskapet Stallbrödernas viktigaste eldsjälar fram till sin död 1986.
Sällskapet Stallbröderna har genom åren anordnat en rad nöjen både för sina medlemmar och för allmänheten. Man har samlat in pengar till välgörande ändamål och delat ut stipendier till ungdomar inom nöjesbranschen. I samband med Gösta Bernhards 70-årsdag instiftades priset Revyräven som delats ut till artister inom revykonsten.